# جاك فيليرز
جاك فيليرز (بالفرنسية: Jacques Villiers)‏ هو مهندس فضاء جوي ومهندس فرنسي، ولد في 26 أغسطس 1924 في Vaucresson ‏ في فرنسا، وتوفي في 13 مارس 2012 في باريس في فرنسا.